# Weissenstein
Pour les articles homonymes, voir Weissenstein (homonymie).
Le Weissenstein est une montagne suisse. Située entre Soleure et Moutier, elle est, avec 1 395 mètres d'altitude, un des points les plus élevés du Jura suisse alémanique (le Hasenmatt est plus haut).

## Toponymie
Weissenstein signifie en français « rocher blanc », nom qui lui a été donné en raison de la couleur de sa pierre calcaire.

## Géographie

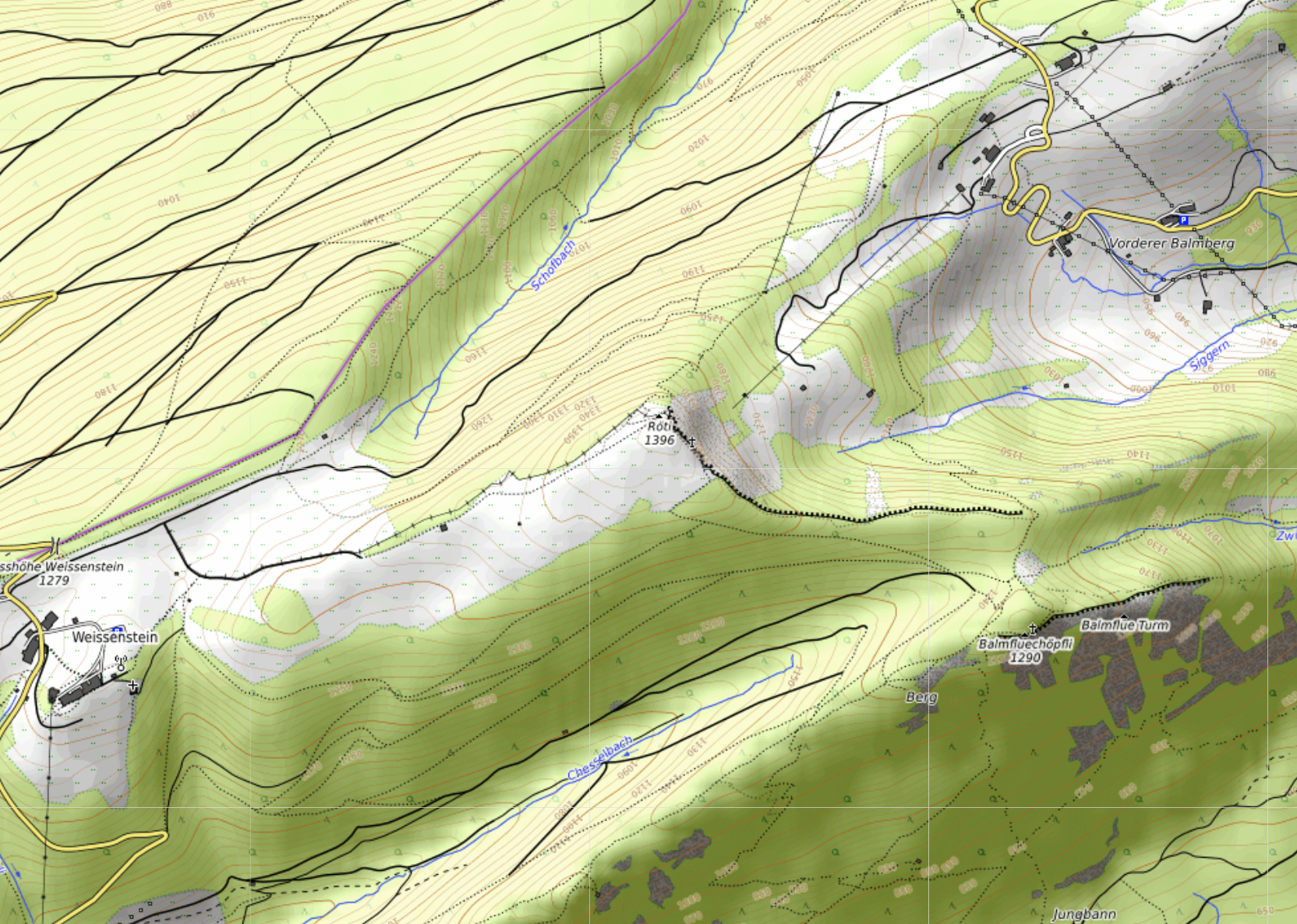
Carte topographique.

Le Weissenstein fait partie du grand anticlinal oriental du Jura qui porte les plus hauts sommets du massif au-dessus de la vallée de l'Aar. Il est formé de calcaire de la période jurassique. Les falaises calcaires du Weissenstein qui dominent Soleure sont flanquées au nord par un étroit synclinal qui les séparent de l'anticlinal Graitery-Sonnenberg.

## Activités
Le sommet du Weissenstein constitue une station climatique et de sports d'hiver.
La route de Soleure à Bâle franchit le Weissenstein. À cette route, s'ajoute la ligne de chemin de fer qui traverse le Weissenstein par un tunnel de 3,7 Km.